# 儀仗
儀仗（ぎじょう）とは、

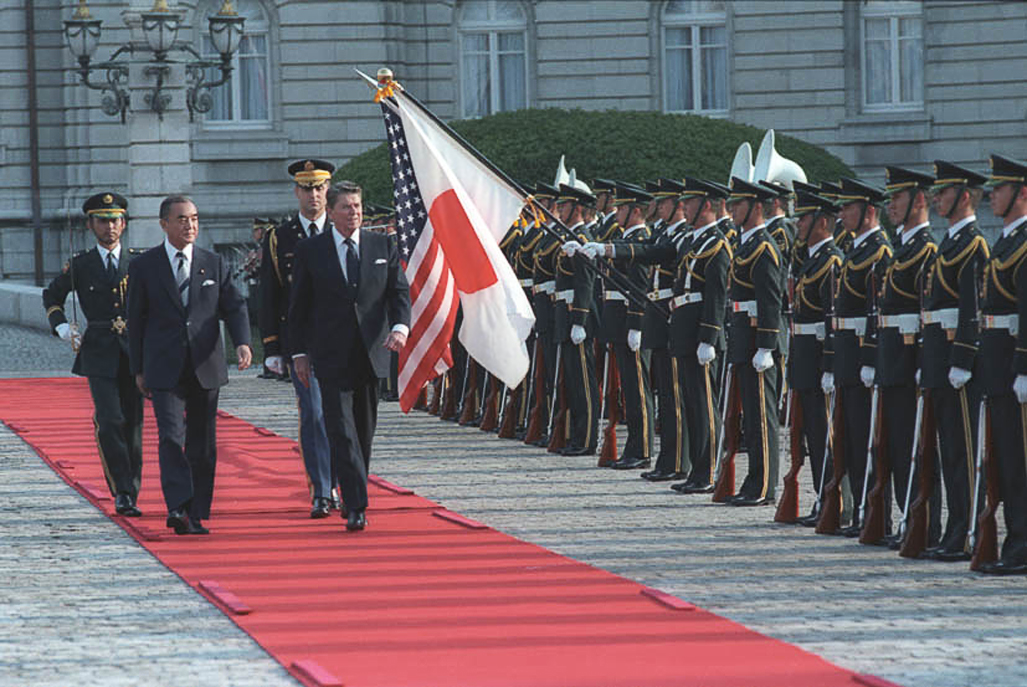
1986年、中曽根康弘首相と、レーガン米国大統領に対して儀仗する保安中隊

- 儀礼のために用いられる武器・武具のこと[1]。兵仗に対する。
- 上記を帯びて元首などの高位者の威儀整飾に任ずる兵員のこと。儀仗兵のこと。

## 概要
純軍事的な目的のために用いられる武器・武具を兵仗と呼ぶのに対して、儀礼用のものを儀仗と称する。両者を合わせて器仗と呼ぶ。
兵仗が新式の武器の登場などによって用いられなくなり儀仗に転じたものや、儀仗用として華美な装飾が施され実用性を持たないものなどがあった。
古墳時代に見られる頭椎大刀などの装飾付大刀を、儀仗用として用いられた武器の先駆的な存在とみなす説がある。律令制度のもとで衣服令などで武官の礼服・儀仗について規定され、宮衛令では元日などの儀礼において儀仗を用いることが規定されている。
時代が下るにつれて多くの儀仗用の武器・武具が派生するようになる。公家の太刀や弓矢は元は実用のためであったが、後世では装飾が施されて専ら儀仗としての役目を果たすようになった。武家においても、古い時代からの鎧（大鎧）が、もとは中下級武士や一般兵卒用の簡素な武具であった腹巻や胴丸に置き換えられ、さらには西洋甲冑の技術を取り入れ生産性・機能性を重視した当世具足が登場したため、「本式の鎧」として儀仗化していった。陣太刀も当初は実戦用の拵だったが、次第に贈答や儀礼用になり、江戸時代には儀仗の太刀として制定された。

## 儀仗兵

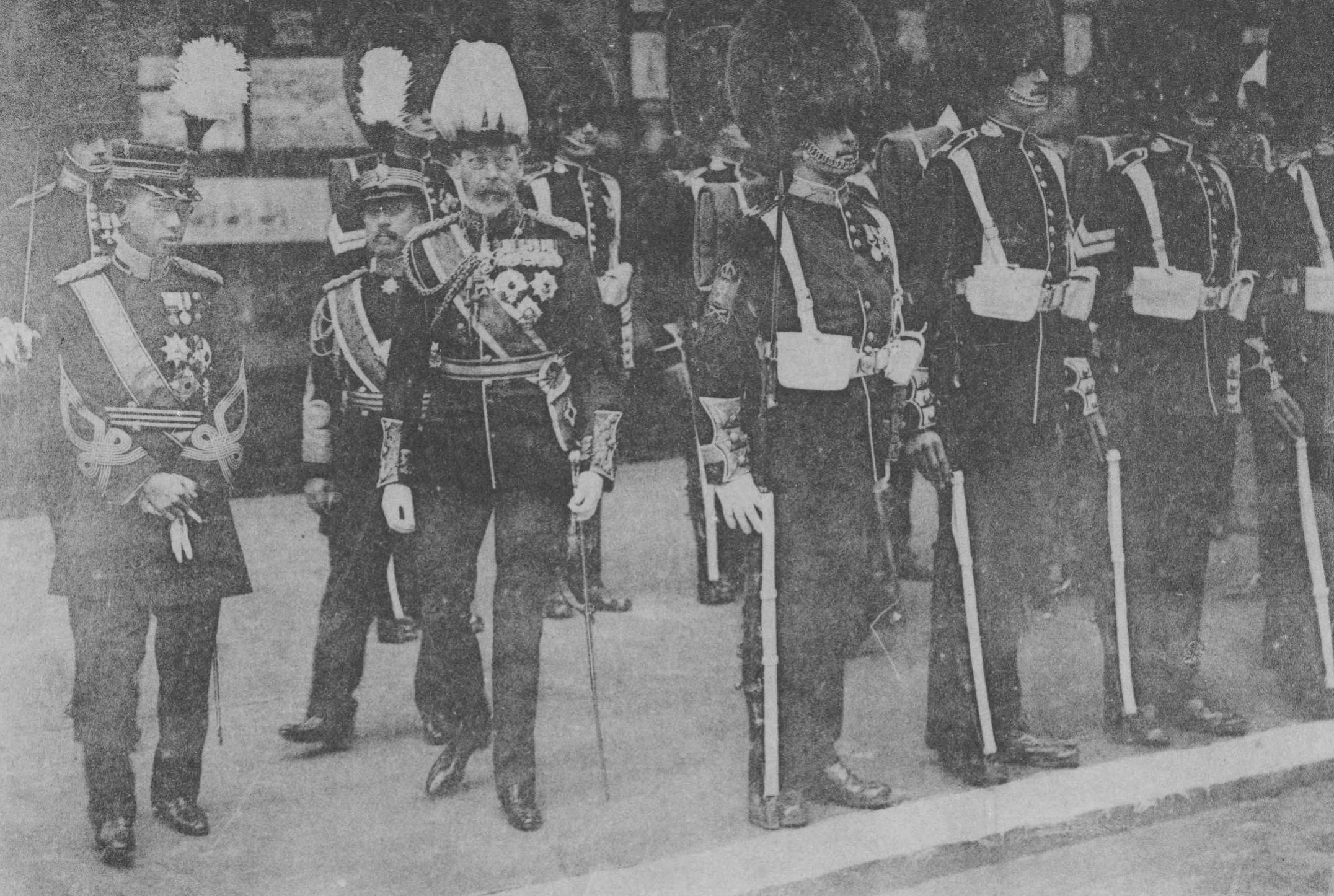
ロンドン・ヴィクトリア駅で儀仗を受ける皇太子裕仁親王（左端）。その隣はジョージ5世。1921年

近代以後になると、元首などの高位者の威儀整飾のために儀仗を装備して動員される兵員を指すようになる。ただし、高位者の警衛としての役割を完全に喪失したわけではない。制度によって、儀仗兵・儀仗衛兵・儀仗隊などの呼称が用いられている。
日本の旧陸軍・旧海軍では、天皇が軍隊・艦隊の視察を行う際に儀仗に供する部隊を儀仗兵と称し、視察途上の護衛を行う儀仗隊と宿舎などの護衛を行う儀仗衛兵に細かく分けられていた。戦後は自衛隊がその役割を引き継ぎ、栄誉礼や天皇などの葬礼を行う際の礼式を儀仗と称し、それを行う部隊を儀仗隊と呼称する。今日では東京の市ヶ谷駐屯地（旧・東部方面総監部、現防衛省本省）に置かれている陸上自衛隊の第302保安警務中隊が栄誉礼などの儀仗を行うこととされている。